# Tukums
Tukums (en allemand : Tuckum) est une ville de Lettonie située à 65 km à l'ouest de Riga sur les rives de la Slocene. C'est le centre administratif de Tukuma novads. Sa population s'élevait à 16 318 habitants en 2024.

## Histoire
Aux alentours du XIe siècle, un hameau est fondé par les Lives. Au XVe siècle, les chevaliers Porte-Glaive teutoniques y construisent une ville connue sous le nom de Tuckum.
L'église luthérienne Sainte-Trinité de Tukums est l'un des plus anciens bâtiments de la ville, datant de 1644.
Après l'établissement du duché de Duché de Courlande, le château de Tukums devint la résidence du seigneur du château. Après la Grande Guerre du Nord, les habitants de Tukums souffrirent de l'épidémie de la Grande Peste de 1710. Lors de la reconstruction de l'angle nord-ouest du château restant, une tour à deux étages fut créée au XVIIIe siècle, qui abrite actuellement le musée d'histoire de la ville.
En 1795, l'Empire russe annexa le duché de Courlande et accorda à Tukums le statut de ville. En 1806, la première école de la ville ouvre ses portes. L'église catholique actuelle de Tukums a été construite entre 1893 et 1896 sous la direction de Kazimirs Jasenas. La congrégation orthodoxe de Tukums a été fondée en 1850. Le 6 décembre 1871, l'église orthodoxe Saint-Nicolas a été consacrée. Du temps de l'Empire russe, Tukums était chef-lieu de district du gouvernement de Courlande jusqu'en 1915. Pendant la Première Guerre mondiale, la ville est occupée par l'armée allemande de 1915 à 1918.
La léproserie de Tukums, l'un des six établissements de ce type en Lettonie, a fonctionné de 1896 à 1921. Elle était dirigée par le bourgmestre Karl Hick. La colonie de lépreux a été soutenue par des dons de la congrégation de l'Église évangélique luthérienne de la Sainte-Trinité de Tukums. Presque tous les mois, le pasteur organisait des services dans la colonie de lépreux. Après la fermeture en 1921, vingt patients ont été transférés à Riga et un autre à la léproserie de Talsi. Les bâtiments de la léproserie n'ont pas subsisté jusqu'à nos jours. 
Les origines de l'hôpital de Tukums remontent à 1886, lorsqu'un hôpital diaconal privé fut établi dans six pièces d'une maison louée, qui fut consacrée par le pasteur Magnus Fleischer. À la demande de la Société des femmes de Tukums, l'hôpital diaconal de Tukums a été approuvé comme branche de la Maison diaconale de Jelgava. En 1979, l'hôpital est transféré dans un nouveau bâtimen construit dans la rue Raudas.
La construction du studio de cinéma Cinevilla a commencé en 2004, pour faciliter le tournage de La Bataille de la Baltique d'Aigars Grauba, un film illustrant la lutte de la Lettonie pour la liberté en 1919. Au fil du temps, le site s'est agrandi pour couvrir une superficie de 150 hectares. Il comprend désormais divers décors de rue, des pavillons, des villages historiques, un quai de train et une véritable section de rivière.

## Personnalités
- Mordechai Nurock (1879-1962), rabbin, homme politique
- Dainis Kūla (1959-), lanceur de javelot, champion olympique
- Artis Kampars (1967-), homme politique letton
- Georges Dancigers (1908-1993), producteur de cinéma français
- Carlos Berg (1843-1902), entomologiste argentin
- Ronalds Arājs (1987-), athlète letton, spécialiste du 100m
- Ritvars Rugins (1989-), footballeur letton

## À voir
- Vieille ville
- Manoirs : Durbe (Durben)[5], Šlokenbeka (Schlockenbeck)[6], Jaunmoku (Neu-Mocken)[7], Kuksi (Kuckschen)[8]
- Musée d'Art : peinture lettone du début du XXe siècle
- Festival des roses
- Cinevilla Studio[4]
- Atelier de travail de la paille au Musée de Tukum
- Atelier-boutique de poterie d'art
- Église luthérienne Sainte-Trinité
- Église orthodoxe Saint-Nicolas
- Église catholique romaine Saint-Étienne

## Galerie

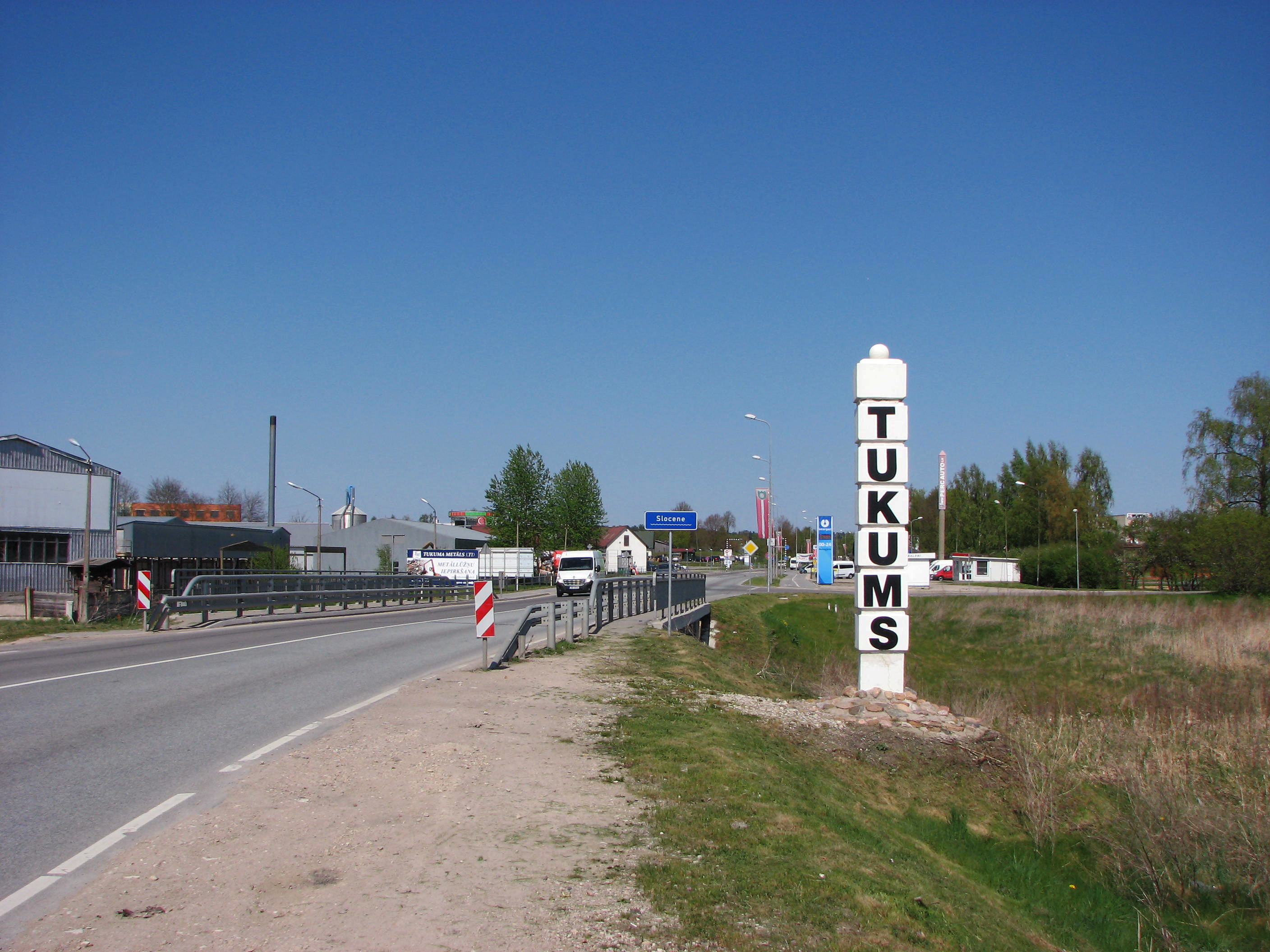
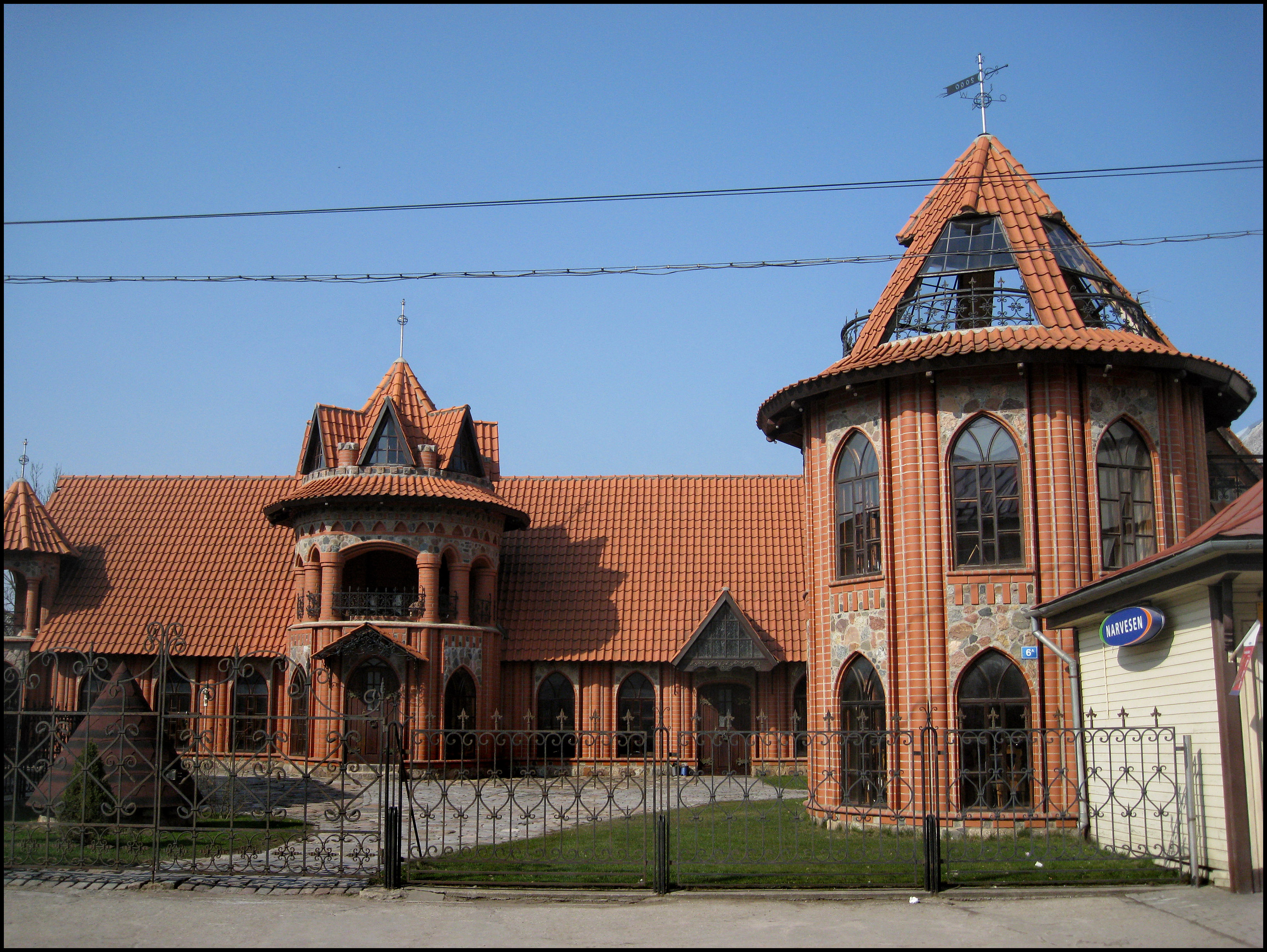
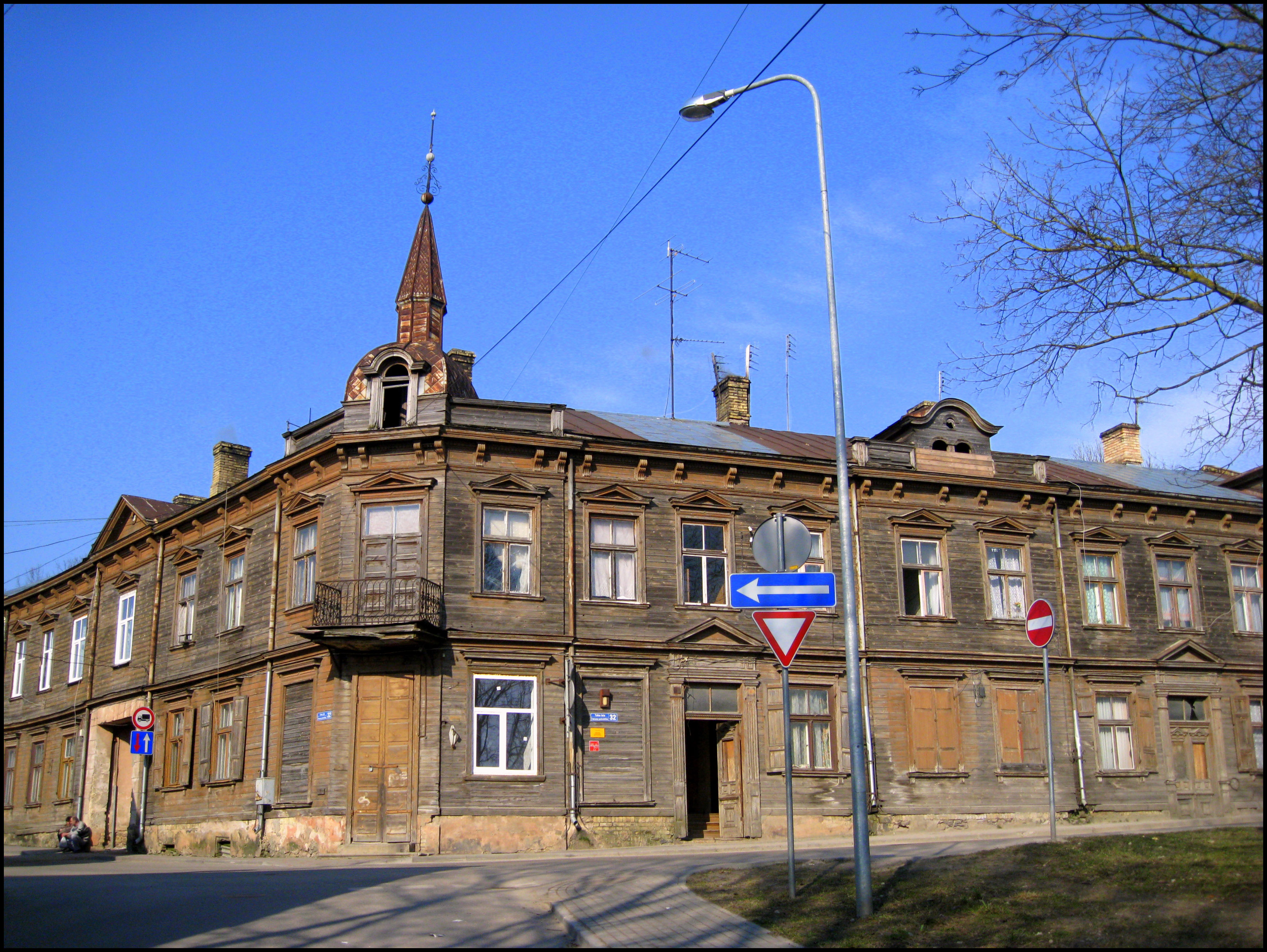
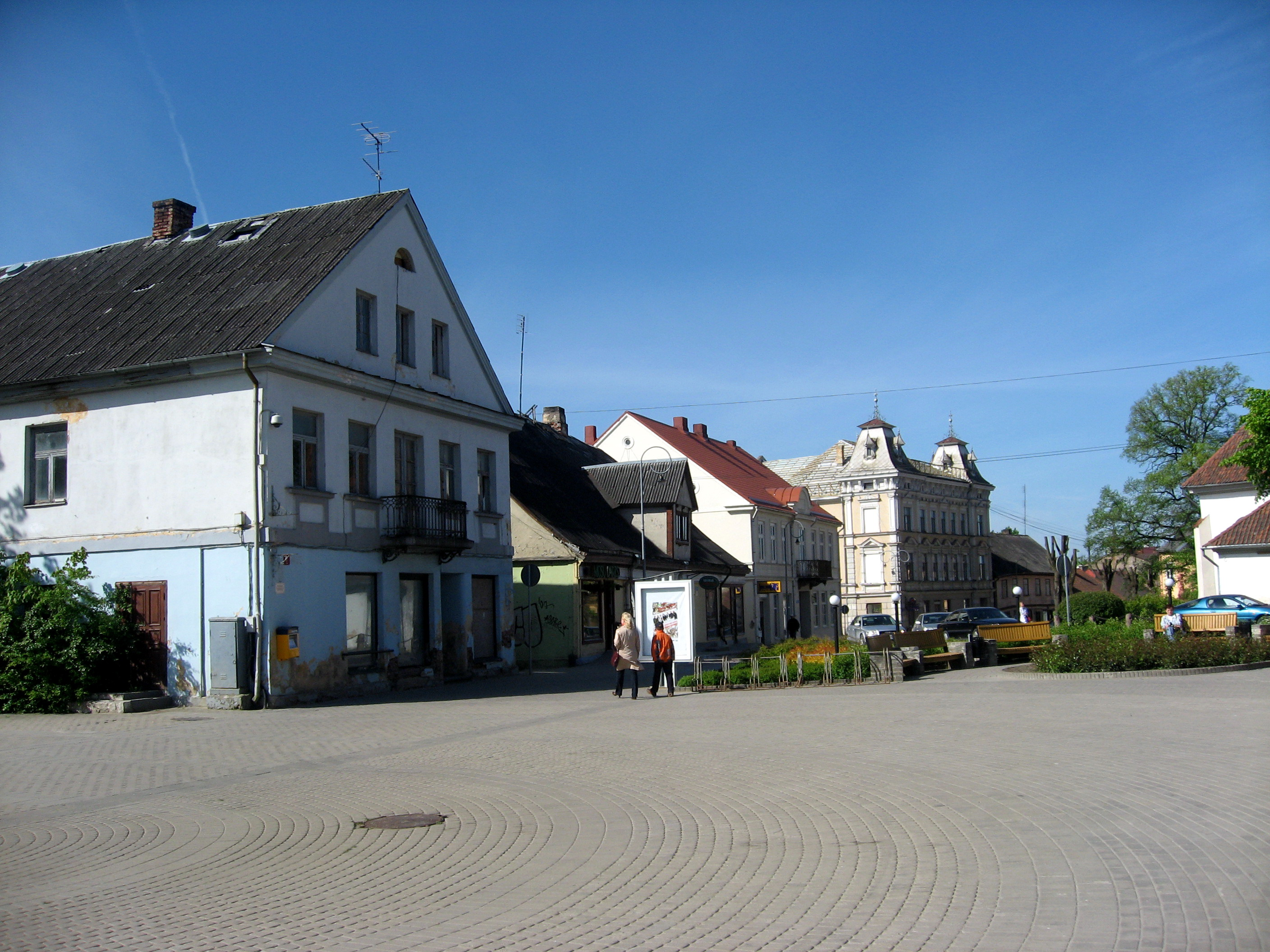
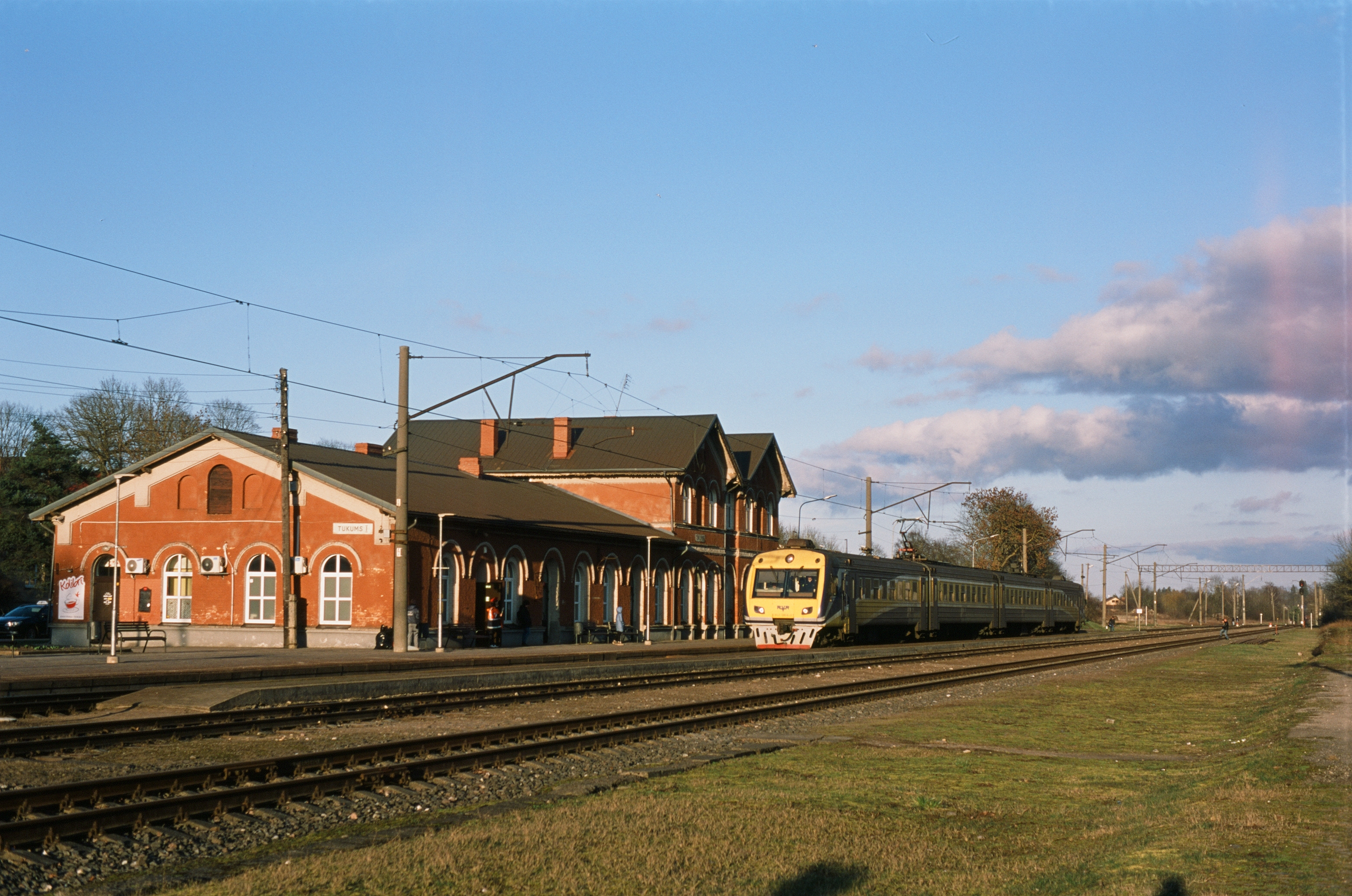
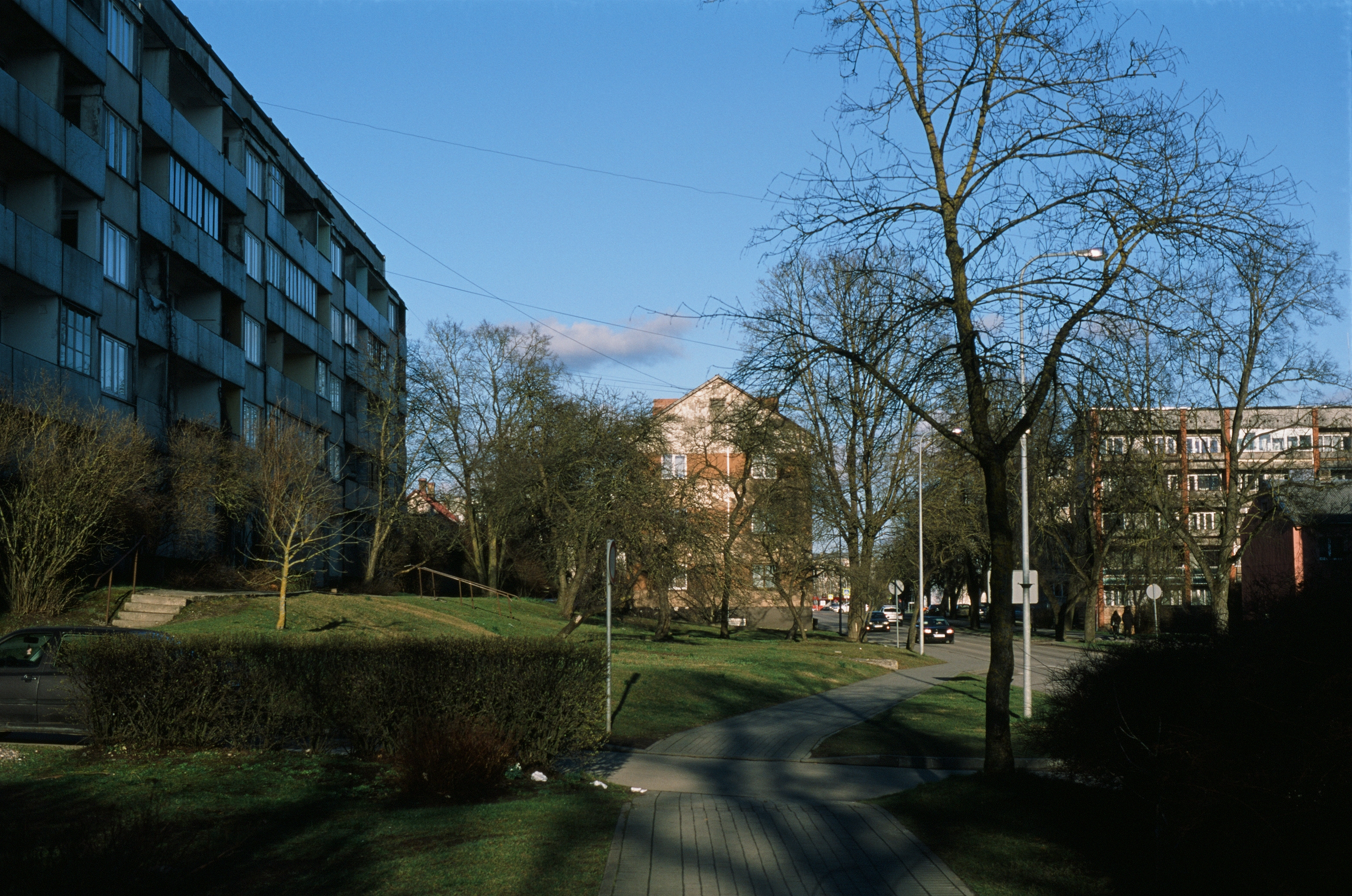
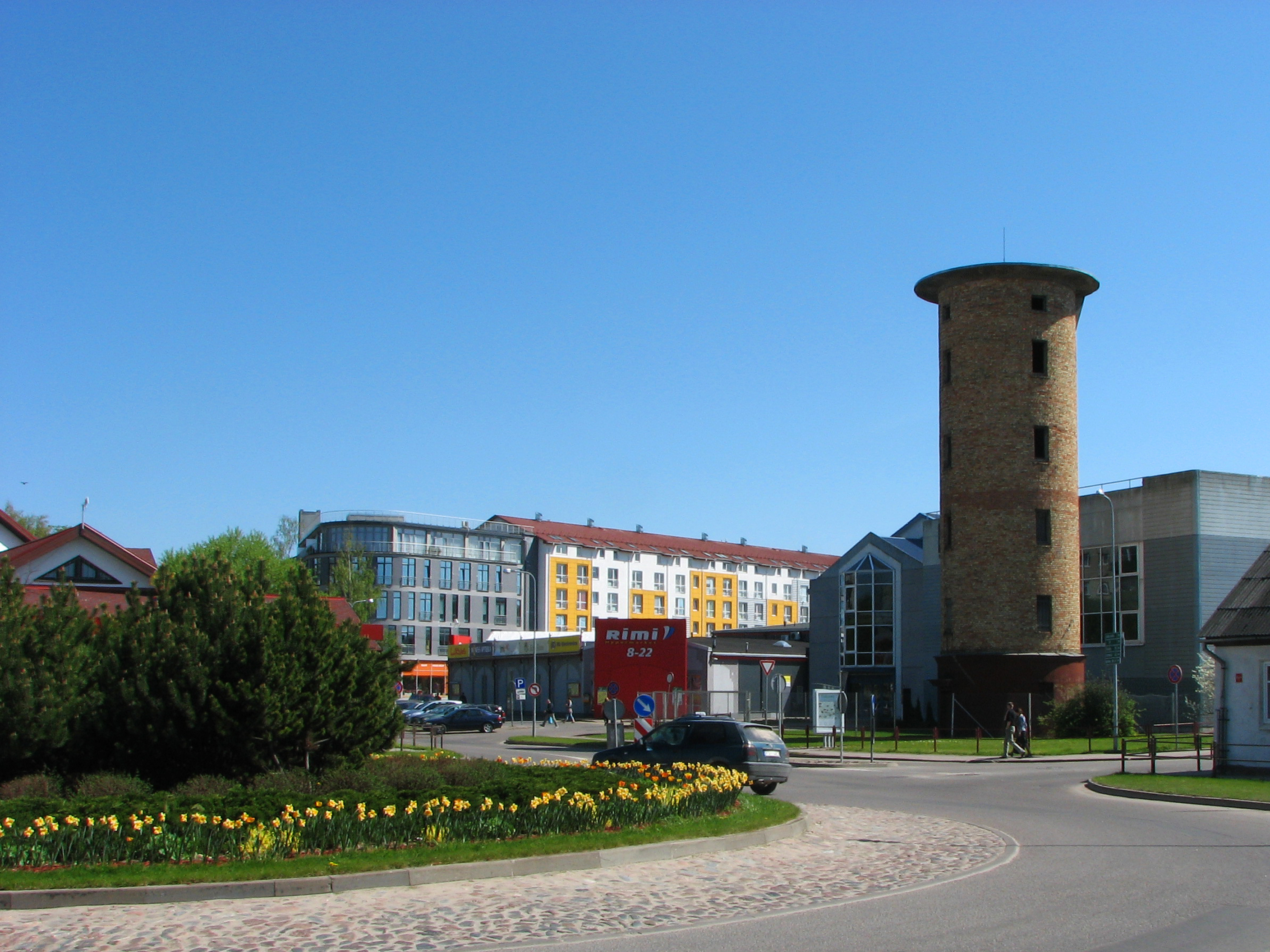
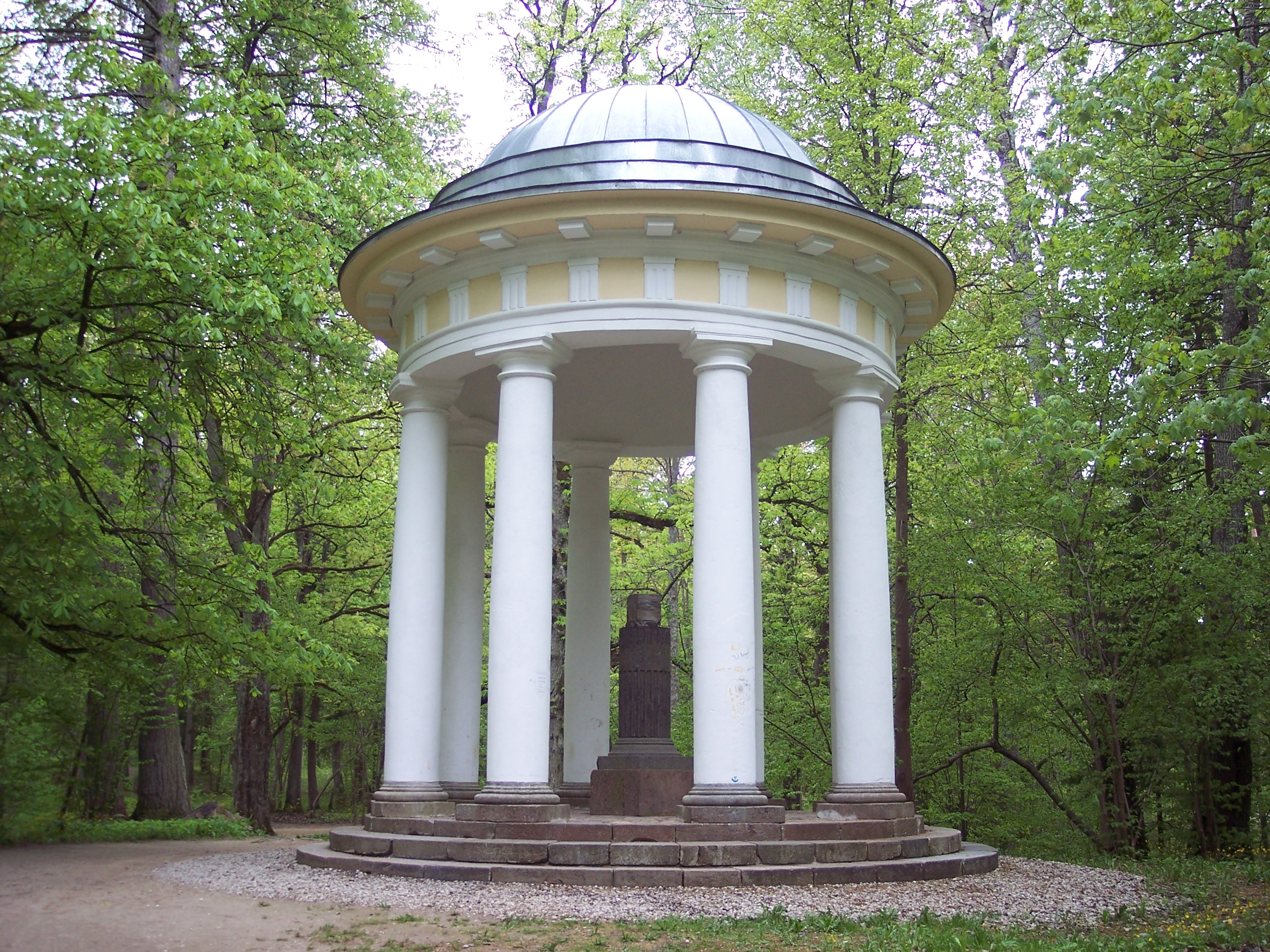